# Castillo de Castillejo de Robledo
El castillo de Castillejo de Robledo es un fortaleza medieval ubicada en la localidad española de igual nombre, en la provincia de Soria.

## Historia
El castillo de Castillejo y sus tierras fueron propiedad de la Orden del Temple hasta que fue suprimida por el Papa Clemente V en 1311, momento en que pasó a la Orden Hospitalaria de San Juan de Jerusalén y luego a los vecinos del pueblo con la Desamortización. En la localidad existía una antigua fortificación musulmana sobre la que se levantó en el siglo XII el actual castillo. Los restos de la muralla musulmana se advierten en la parte inferior de la cerca y se caracterizan por un mayor grosor que los muros levantados por la Orden del Temple.

## Descripción
El castillo poseía doble recinto amurallado y aljibe. Se conservan dos torres, una al sur y la oeste de planta pentagonal que cuelga sobre un precipicio y conserva algunas almenas y la torre del homenaje, de planta irregular y con acceso en arco apuntado. También hay restos de una entrada en ángulo sobre un cerrillo rodeado de cuevas.

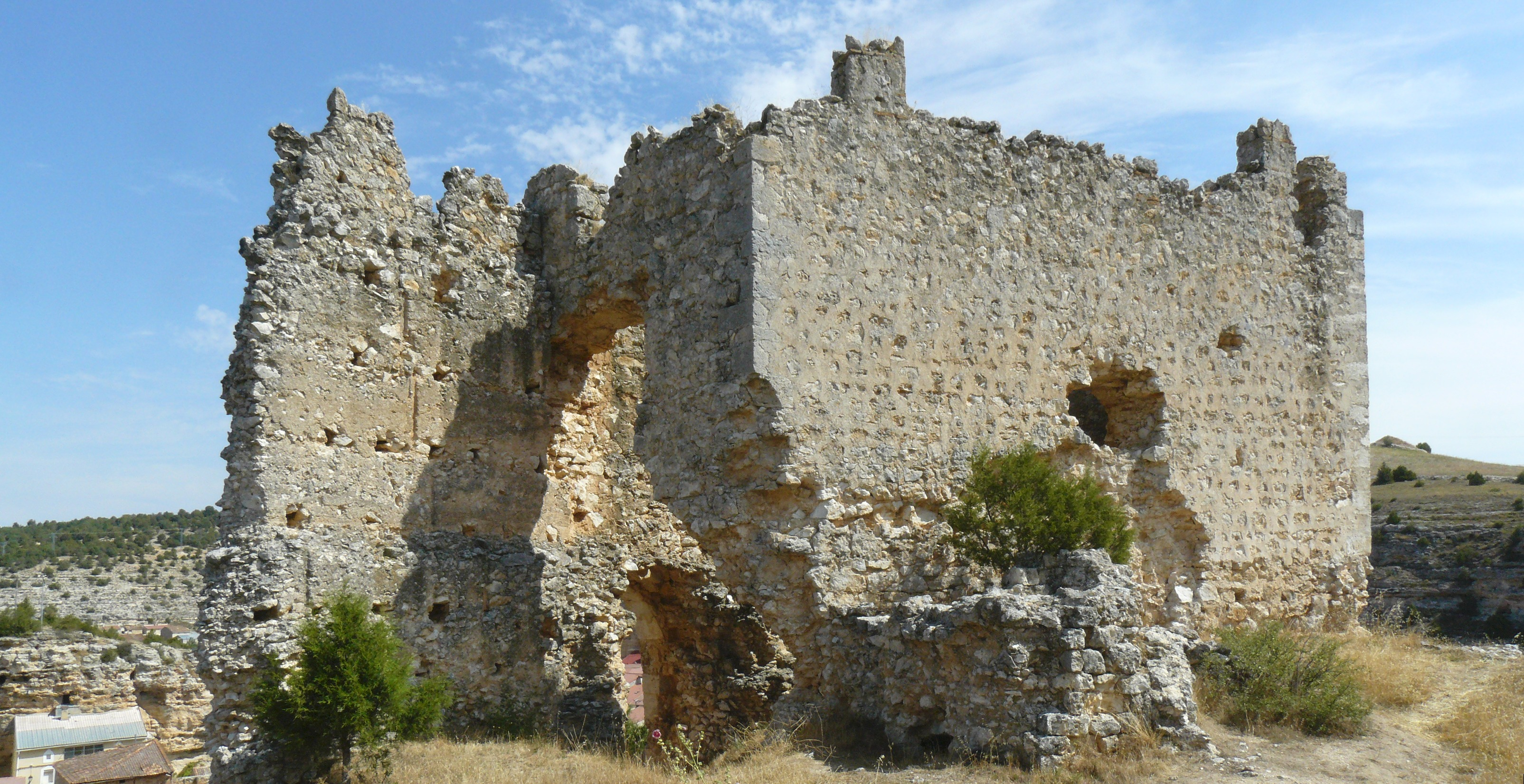
Torre del homenaje
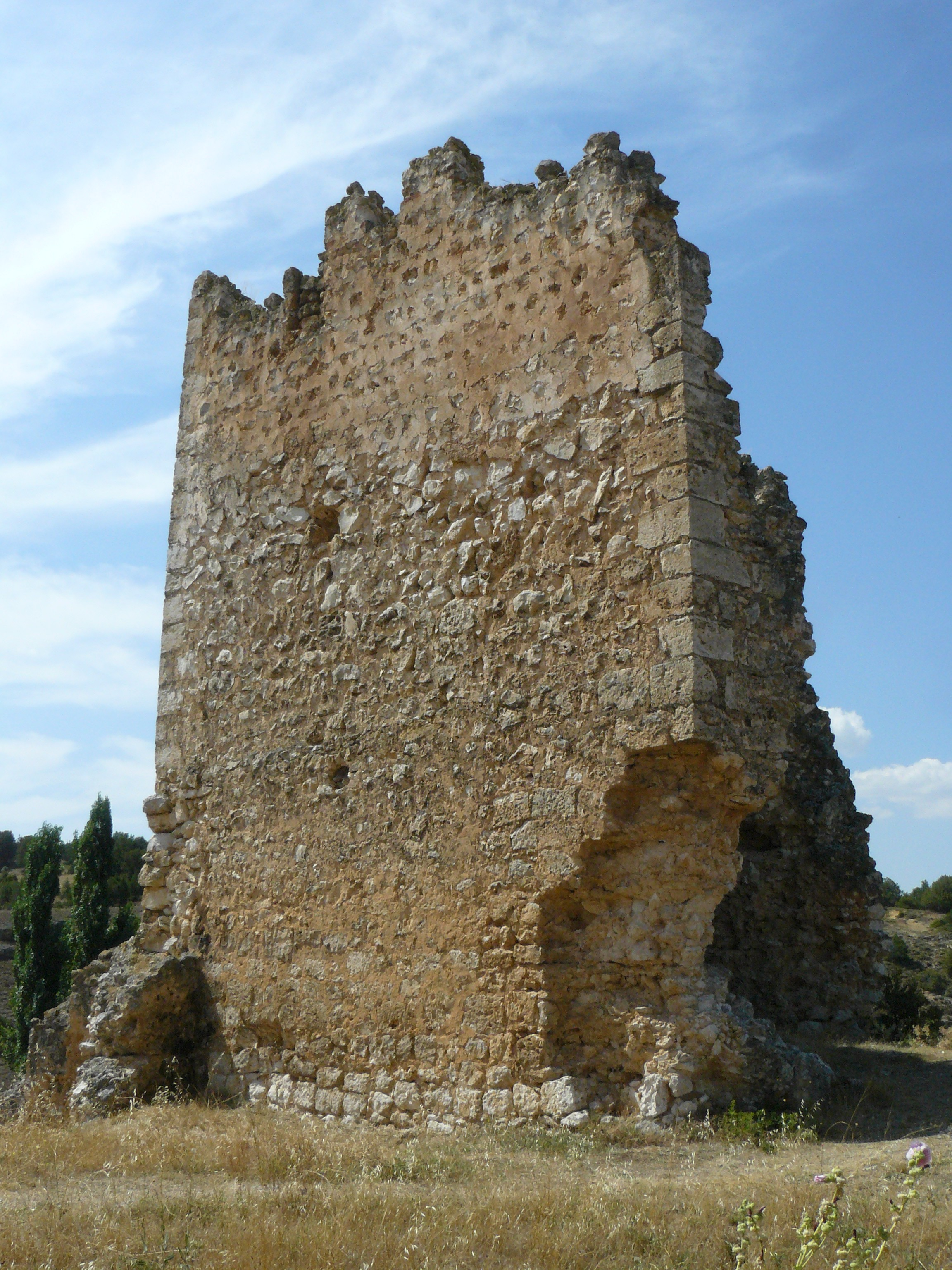
Torre sobre el acantilado
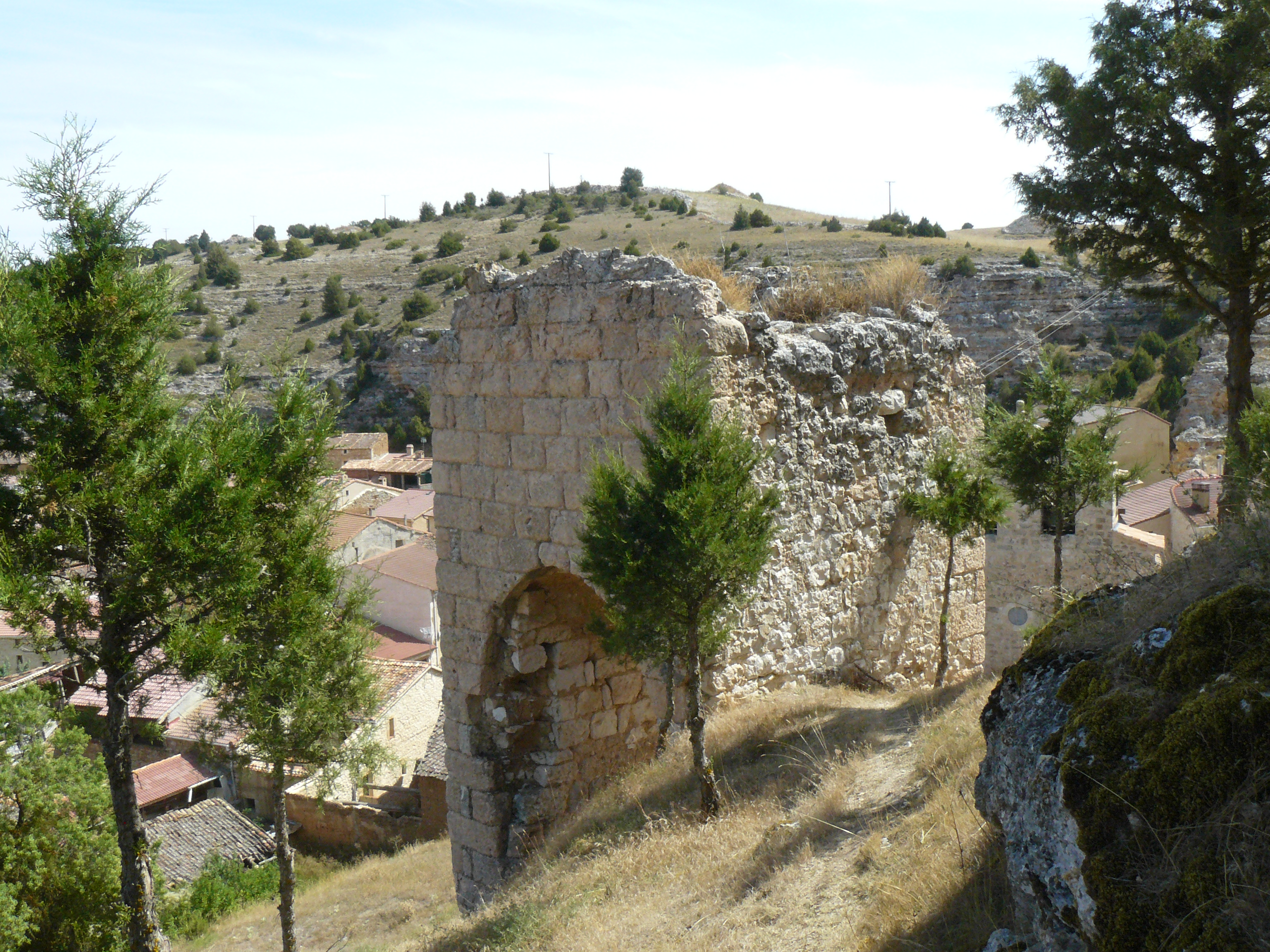
Acceso en ángulo
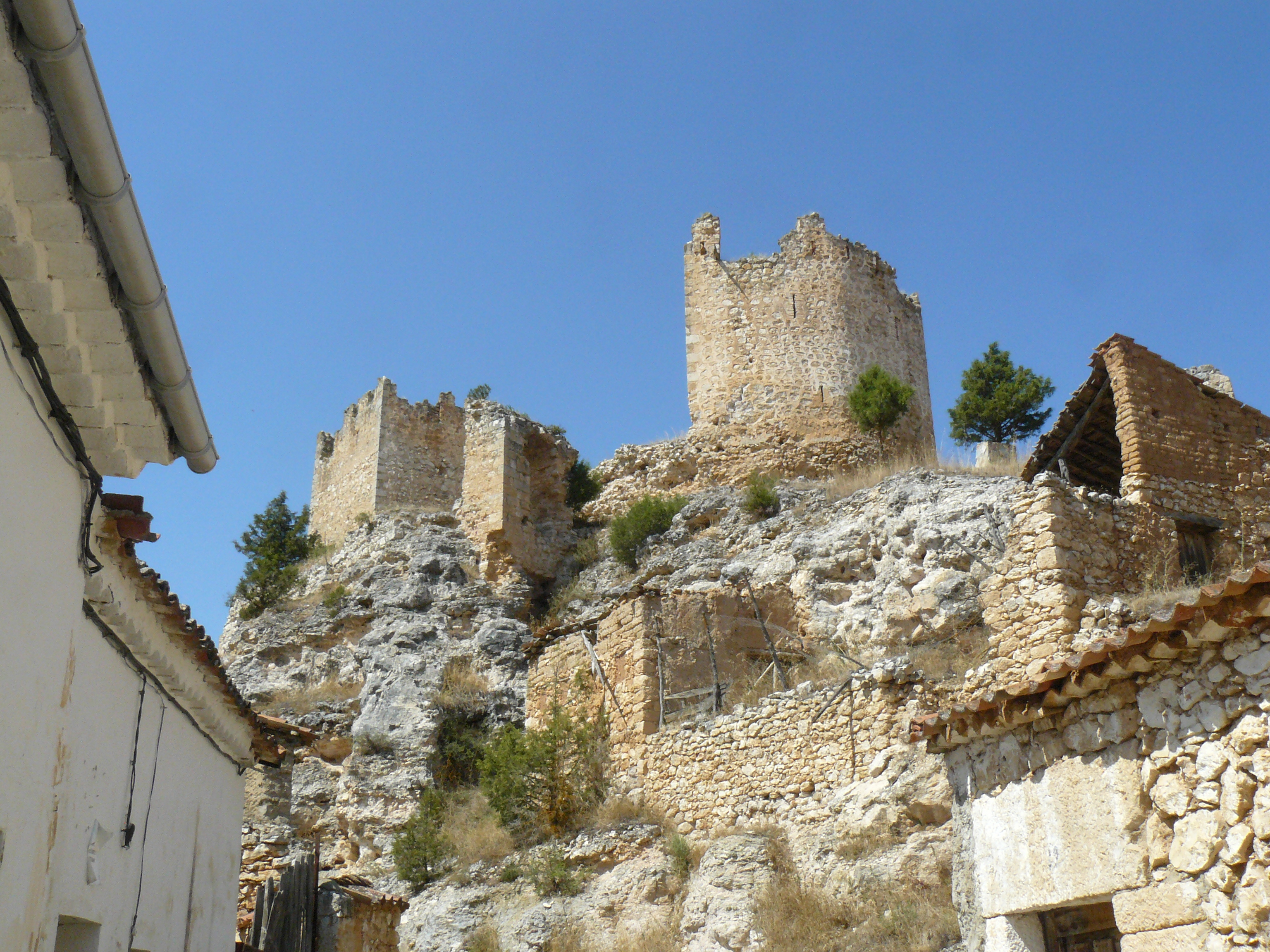
Vista desde la población